# Бахтин (Мурованокуриловецкий район)
Бахти́н (укр. Бахтин) — село на Украине, находится в Мурованокуриловецком районе Винницкой области.
Код КОАТУУ — 0522880401. Население по переписи 2001 года составляет 482 человека. Почтовый индекс — 23412. Телефонный код — 4356.
Занимает площадь 1,729 км².

## Религия
В селе действует Свято-Николаевский храм Мурованокуриловецкого благочиния Могилёв-Подольской епархии Украинской православной церкви.

## Адрес местного совета
23412, Винницкая область, Мурованокуриловецкий р-н, с. Бахтин, ул. 40-летия Победы, 22